# Sacrosanctum Concilium
Sacrosanctum Concilium (лат. Святий Собор) — догматична конституція Другого Ватиканського собору Католицької церкви про Святу Літургію, затверджена Папою Павлом VI 4 грудня 1963 р. За остаточний варіант конституції проголосували 2147 Соборових Отців, проти — 4. Назву свою отримав від перших слів, ужитих в латинському варіанті тексту.
Конституція Sacrosanctum Concilium стала однією з чотирьох конституцій Другого Ватиканського собору і одним з найважливіших документів, прийнятих на ньому.

Хоча ця конституція описує в деталях римо-католицьких літургійнихї практик, сама конституція стосується всіх католицьких Церков і обрядів:
Деякі з цих засад і норм можна і треба застосовувату не лише ро римського обряду, а й до всіх інших обрядів; однак слід розуміти, що подальші практичні норми стосуються лише римського обряду — якщо не йдеться про ті з них, що за самою своєю природою впливають на інші обряди.
Наступні абзаци адресовані лише латинському обряду: 34, 36, 53–55, 57, 58, 70, 71, 75, 76, 77c, 78, 80, 89cde, 96, 97, 116, 117a, and 120.    

## Структура
Складається із 130 статей, об'єднаних у 7 розділів, а також вступ та доповнення.
- Вступ (ст. 1-4)
- Розділ 1. Про загальні принципи влаштування й розвитку Святої Літургії (ст. 5-46)
- Розділ 2. Про святу Тайну Євхаристії (ст. 47-58)
- Розділ 3. Про таїнства й сакраменталії (ст. 59-82)
- Розділ 4. Про Літургію Годин (ст. 83-101)
- Розділ 5. Про літургійний рік (ст. 102—111)
- Розділ 6. Про священну музику (ст. 112—121)
- Розділ 7. Про священне мистецтво й священний посуд (ст. 122—130)
- Доповнення